# Lipotriches kasoutina
Lipotriches kasoutina är en biart som först beskrevs av Cockerell 1943.  Lipotriches kasoutina ingår i släktet Lipotriches och familjen vägbin. Inga underarter finns listade i Catalogue of Life.